# Yauyos
Yauyos är en ort i centrala Peru, och huvudort i provinsen Yauyos i departementet Lima.